# Entalpi–entropi-diagram

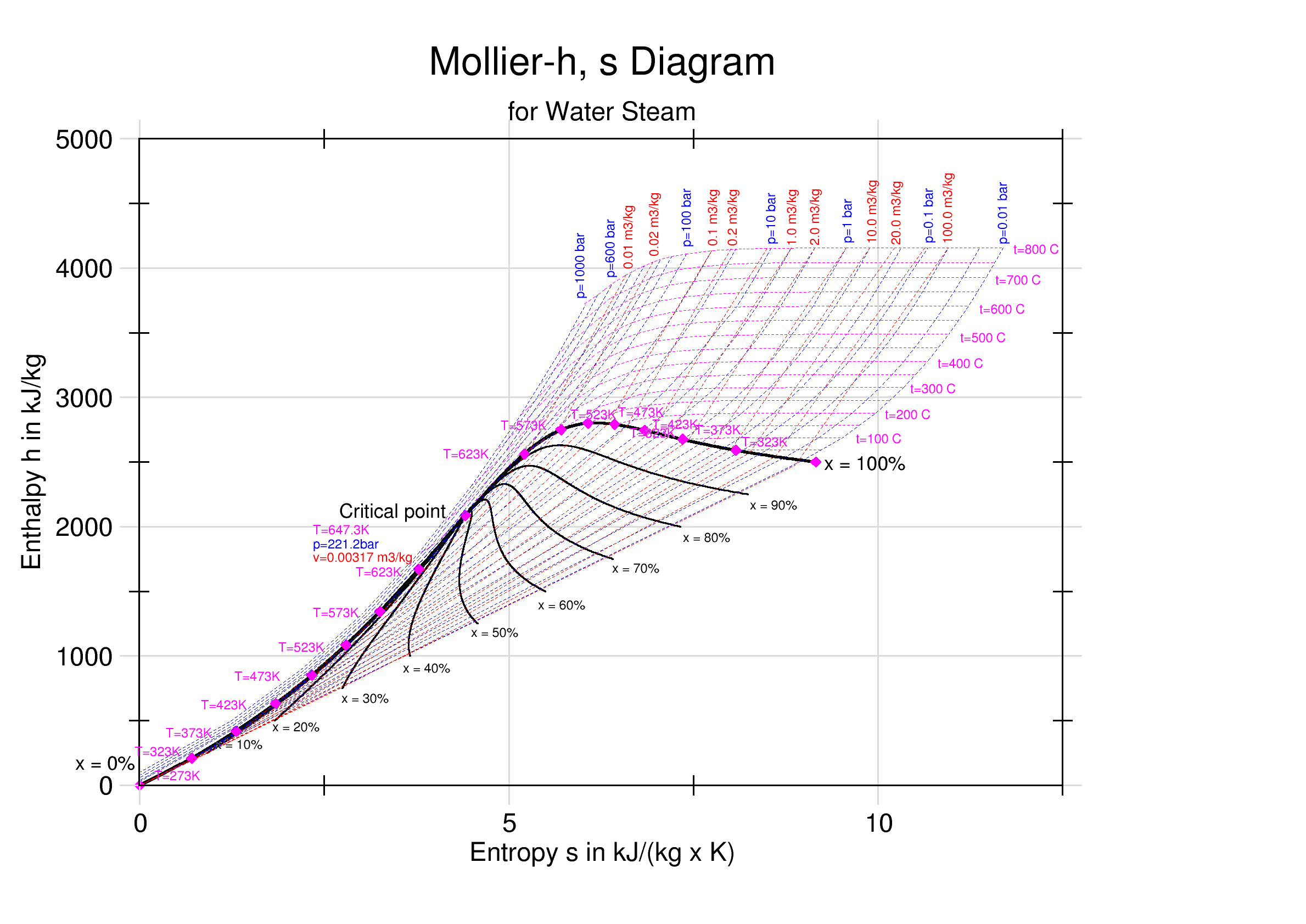
Entalpi–entropi-diagram för vatten och ånga. "Torrhetsfraktionen", x, ger massfraktionen av "gaseous water" i den våta regionen, återstoden är vätskedroppar.

Ett entalpi–entropi-diagram, också känt som h–s-diagram eller Mollierdiagram, plottar den totala värmen mot entropin, vilket beskriver entalpin hos ett termodynamiskt system.
Mollierdiagram föredras av många användare i Skandinavien, Östeuropa och Ryssland.